# Кватростраде (Пескара)
Кватростраде (итал. Quattrostrade) је насеље у Италији у округу Пескара, региону Абруцо.
Према процени из 2011. у насељу је живело 122 становника. Насеље се налази на надморској висини од 87 м.